# Laurence Plazenet
Laurence Plazenet (Parigi, 22 giugno 1968) è una scrittrice francese.

## Biografia
Diplomata all'École normale supérieure in lettere classiche. È autrice di un romanzo i cui temi sono legati ai suoi studi sulla letteratura del XVII secolo e il giansenismo, L'amour seul apparso nel 2005 e che le vale nel 2012 il Premio letterario dell'Unione europea.

## Opere
- Solo l'amore (L'Amour seul, 2005), Sesto San Giovanni, Mimesis, 2016 traduzione di Simona Carretta ISBN 978-88-575-3372-8.
- La Blessure et la soif (2009)
- Disproportion de l'homme (2010)